# Vieneme 'nzuonno/'Mbraccio a tte
Vieneme 'nzuonno/'Mbraccio a tte, pubblicato nel 1959, è un singolo del cantante italiano Mario Trevi.

## I brani
I brani incisi da Mario Trevi furono tratti dall'edizione del Festival di Napoli del 1959:  Vieneme 'nzuonno, cantata da Sergio Bruni e Nilla Pizzi, e  'Mbraccio a tte, cantato da Bruni e da Jula de Palma.

## Tracce
Lato A
- Vieneme 'nzuonno - (M. Zanfagna - L. Benedetto)[1]

Lato B
- 'Mbraccio a tte - (G. Marotta - E. Buonafede)[2]

Direzione arrangiamenti: M° Beppe Mojetta

## Incisioni
Il singolo fu inciso su 78 giri, con marchio Durium- serie Royal (PR 80 - PR 81), e su 45 giri, con marchio Durium- serie Royal (QCN 1042)